# 中国人民解放军陆军步兵第一六〇旅
步兵第一六〇旅（英語：160th Infantry Brigade），是中国人民解放军陆军曾经的一个步兵旅，2003年撤编。

## 历史概述
该师前身是1945年10月组建的辽吉军区保安第1旅，1947年5月编为西满军区野战军第1师，同年8月改称东北民主联军第7纵队第19师，1948年1月改称东北野战军第7纵队第19师。参加了四战四平、东北秋季、冬季攻势、辽沈、平津、湘赣、广东等战役战斗，是唯一参加过4次四平攻防作战的部队。后整编为第四十四军第一三〇师。1949年，东北军区对该师的评价是：“战斗积极性高，攻坚力顽强，最善于爆破，执行命令坚决，不怕伤亡，进步甚快，为东北部队中之主力师。”
1952年10月，第44军番号撤销，130师改隶新组建的第54军。1953年2月入朝参战，参加金城战役。同年5月，组建师炮兵540团（1969年改称师炮兵团）。1958年5月回国。1959年参加西藏平叛作战。1962年，该师参加了中印戰爭，消滅印军1200多人，重創印軍第11旅。該師的陈代富、周天喜等人被中華人民共和國国防部授予“战斗英雄”称号。1969年，改称陆军第160师。1979年，参加中越战争，消滅越南人民軍854人，该师也成为中國人民解放軍唯一的参加过朝鮮戰爭、中印戰爭、中越戰爭三次重要对外作战的步兵师。
1998年，缩编为步兵第一六〇旅，482团和483团各有一个营保留在160旅内，其余两个营调入162师。2002年初，160旅列为战略预备队，2003年被撤销番号及建制。

### 与合成一六〇旅的关系
部分印度资料和前美国驻华武官丹尼斯·J·布拉斯科中校于2013年撰写的《今日的中国军队：传统与转型》中认为步兵第一六〇旅于2011年重组为机械化步兵第一六〇旅，但实际上两支部队除了番号数字相同以外，在下属部队和人员上均没有任何关系，新成立的机步一六〇旅是由装甲第十一师的四十四团和炮兵团合编而成，2017年改为重型合成旅。而2003年被撤销的步兵第一六〇旅下属各营要么被解散，要么被编入五十四集团军直属部队，不存在编入装甲兵的情况。

## 沿革[1]
- 辽吉军区保安第十三旅——（1945年10月-1947年5月）
- 西满军区第一师——（1947年5月-1947年8月）
- 东北野战军第七纵队第十九师——（1947年8月-1948年11月）
- 中国人民解放军第四十四军第一三〇师——（1948年11月-1952年7月）
- 中国人民解放军第五十四军第一三〇师 [註 1]——（1952年7月-1969年8月）
- 陆军第五十四军第一六〇师——（1969年8月-1985年10月）
- 陆军第五十四集团军步兵第一六〇师——（1985年10月-1998年10月）
- 陆军第五十四集团军步兵第一六〇旅——（1998年10月-2003年11月）